# NGC 3123
Désignations
NGC 3123 est une étoile située dans la constellation du Sextant.
L'astronome américain Phillip Sydney Coolidge a enregistré la position de cette étoile le 31 mars 1859.
Cette étoile est désignée par TYC 245-915-1. Sa vitesse est de 19,20 ± 0,86 km/s et, selon les plus récentes mesures effectuées par le satellite Gaia, elle est à 88,805 ± 0,270 5 pc (∼290 al) de nous.